# Dagda
Der Dagda ['daɣða] (meist mit bestimmtem Artikel, altirisch In Dagda, neuirisch An Daghdha: „Der gute Gott“), auch Dagdæ, Ruadh Rhofessa („Der Mächtige/Rothaarige mit dem großen Wissen“) oder Eochaid Ollathair („Der große Vater“) ist eine zentrale Figur der keltischen Mythologie Irlands.

## Etymologie
Der Name „Dagda“ leitet sich vom keltischen *Dago-dēvos oder *Dago-dēwos "guter Gott" ab ("gut" nicht im moralischen Sinne, sondern von technical competence and excellence of performance).

## Mythologie
Dagda ist ein Anführer der mythischen Túatha Dé Danann. Er ist der Allvater und zuständig für Recht, Gesetz und Ordnung. Er wird als hässlich mit einem Schmerbauch beschrieben. Er trägt eine Kapuze, mit der er sein Gesicht verhüllt, und eine Tunika. Er gilt als Gott der Fruchtbarkeit, da er sexuell mit unterschiedlichen weiblichen Gottheiten sehr aktiv ist. Seine Attribute sind der „magische Kessel“, die „magische Harfe“ und die „magische Keule“.

Dagda ist Sohn und gleichzeitig Geliebter der Erdmutter Dana, mit der er Brigid zeugt
. Mit der Wassergöttin Boann bekommt er einen Sohn namens Aonghus und die Tochter Étaín, sein Enkel ist Delbaeth. Eine weitere Geliebte ist die Schicksalsgöttin Morrígan. Zusammen mit seinen Brüdern Ogma und Lugh bildet er die Triade der Tuatha Dé Danann. Weitere Geschwister sind Nuada, Dian Cécht, Midir und Lir.
Dagda wird mit einer großen Keule dargestellt, seinem wohl wichtigsten Attribut. Diese Keule soll solche Ausmaße gehabt haben, dass er sie zeitweise auf einem Karren hinter sich herzieht. Mit seiner Keule vermag Dagda sowohl seine Feinde niederzustrecken als auch neues Leben zu schenken. Außerdem besitzt er einen Kessel, der unerschöpflich Speisen spendet. Seine magische Harfe beherrscht das Gemüt der Götter und Menschen; als sie ihm von den Fomori geraubt wird, holt er sie mit Hilfe seines Harfners Abhcan zurück, indem er mit ihrer Hilfe die Feinde tanzen, weinen und schließlich schlafen lässt.
In der zweiten Schlacht von Mag Tuired ist der Dagda eine der Hauptpersonen. In einer Vorgeschichte zur Schlacht kann er sich mit List gegen ein Schmähgedicht (glám dícenn) des Dichters Cridenbél wehren. Als bei den Vorbereitungen der Zauberer, der Mundschenk und der Druide der Tuatha dem König Lugh ihre Unterstützung anbieten, sagt der Dagda, das könne er auch alles allein. Er erhält zur Antwort: „Deshalb bist du auch der Dagdæ!“, und das war nunmehr sein Name. Bei einer Liebesnacht mit Morrigan verrät sie ihm den Kriegsplan der Fomori und beim Kundschaften in deren Lager muss er eine Unmenge Eintopf (lite) aus einem Erdloch vertilgen. Als er dann versucht, die Tochter des Fomori-Königs zu vergewaltigen, verprügelt sie ihn derart, dass er alles mit seinem Kot bespritzt.
Dagda wird mit dem gallischen Gott Sucellus gleichgesetzt und wegen seiner Verbindung zur Anderswelt auch mit dem irischen Totengott Donn. Zudem wird er manchmal mit dem altkeltischen Taranis oder dem römischen Dispater verglichen.